# Australian Open 2014 – ženská čtyřhra legend
Ženská čtyřhra legend na Australian Open 2014 byla hrána v rámci jedné čtyřčlenné skupiny systémem „každý s každým“. Vítězem se stala australská dvojice Nicole Bradtkeová a Rennae Stubbsová, která vyhrála všechna tři utkání.

## Pavouk
| Legenda                                                       |                                                                        |                                                   |
| - Q – kvalifikant - WC – divoká karta - LL – šťastný poražený | - Alt – náhradník - SE – zvláštní výjimka - PR/SR – žebříčková ochrana | - w/o – bez boje - r – skreč - d – diskvalifikace |